# Matt Besler
Matt Besler (ur. 11 lutego 1987 w Overland Park) – amerykański piłkarz występujący na pozycji obrońcy w amerykańskim klubie Sporting Kansas City oraz w reprezentacji Stanów Zjednoczonych. Znalazł się w kadrze na Mistrzostwa Świata 2014.